# Frederick Emmons Terman
Frederick Terman (English, 7 giugno 1900 – Palo Alto, 19 dicembre 1982) è stato un ingegnere statunitense, considerato, assieme a William Shockley, il padre della Silicon Valley.
È figlio del professor Lewis Madison Terman che rese popolare il test sul quoziente d'intelligenza negli Stati Uniti.

## Educazione
Iniziò a frequentare la scuola pubblica a nove anni poiché, in precedenza, il padre gli fece da tutore privato. Nel 1910 Lewis Terman cominciò ad insegnare alla Stanford University, nei pressi della quale si trasferì con la famiglia. Frederick Terman si laureò in chimica alla Stanford University nel 1920, dove conseguì successivamente un master in elettrotecnica nel 1922. In seguito ottenne un dottorato, sempre in elettrotecnica al MIT nel 1924. Il suo referente al MIT fu Vannevar Bush, il primo a proporre ciò che divenne poi la National Science Foundation.

## Carriera accademica
Nel 1925 si trasferì nuovamente a Stanford come membro della Facoltà d'Ingegneria. Dal 1925 al 1941, Terman progettò alla Stanford University un corso di studio e ricerca di elettronica che si concentrasse sull'uso di tubi a vuoto, circuiti e strumentazioni varie. Scrisse inoltre Radio Engineering (ultima edizione del 1955 Electronic and Radio Engineering), uno dei testi fondamentali sull'ingegneria elettrica e sulla radiotecnica, usato ancora oggi. Alcuni degli studenti di Terman furono Oswald Garrison Villard, Bill Hewlett e David Packard. Incoraggiò i suoi studenti a formare delle compagnie gestite personalmente e in cui loro stessi dovevano investire e questo spinse probabilmente questi a dare vita a società come la Litton Industries e la Hewlett-Packard. Nel 1941, Terman fu presidente dell'Institute of Radio Engineers.
Durante la seconda guerra mondiale, Terman diresse uno staff di oltre 850 uomini al Radio Research Laboratory, all'Università di Harvard. Questo staff creò il radar jamming, strumento usato dagli Alleati per rendere inutili i radar nemici, attraverso ricevitori sintonizzabili per identificare i segnali radar oppure con strisce di alluminio, che riflettono molto bene il segnale radar, in modo che i nemici rilevassero molti più aerei della realtà. Queste misure ridussero effettivamente l'efficacia delle armi contraeree.
Dopo la guerra, Terman tornò a Stanford dove divenne preside della Facoltà di Ingegneria. Nel 1951, guidò la creazione della Stanford Industrial Park, l'odierna Stanford Research Park, in base alla quale l'Università concede parte del suo terreno ad imprese high-tech. Società come Varian Associates, Hewlett-Packard, Kodak, General Electric e la Lockheed Corporation si spostarono nella Stanford Industrial Park, rendendo la penisola un centro di innovazione che divenne in seguito noto come Silicon Valley.
Terman lavorò all'Università di Stanford fino al 1965. In questi anni espanse il dipartimento d'ingegneria, di statistica e delle scienze in modo da vincere più appalti del Dipartimento della Difesa degli Stati Uniti. I proventi degli appalti, dei brevetti e della Silicon Valley catapultarono Stanford nella prima classe delle istituzioni universitarie mondiali.
Nel 1964, Terman divenne membro fondatore della National Academy of Engineering.